# جاك ألان
جاك ألان (بالإنجليزية: Jack Allan)‏ (16 يناير 1883 في المملكة المتحدة - 1 يناير 2000) هو لاعب كرة قدم بريطاني (وحمل سابقاً جنسية المملكة المتحدة لبريطانيا العظمى وأيرلندا) في مركز الهجوم. لعب مع مانشستر يونايتد.

## وصلات خارجية
- جاك ألان على موقع قاعدة بيانات كرة القدم.إي يو (الإنجليزية)